# 12673 Kiselman
12673 Kiselman è un asteroide della fascia principale. Scoperto nel 1980, presenta un'orbita caratterizzata da un semiasse maggiore pari a 3,0157657 UA e da un'eccentricità di 0,0772468, inclinata di 8,59307° rispetto all'eclittica.